# Лобас Петро Олександрович
Петро́ Олекса́ндрович Ло́бас (нар. 10 липня 1937, с. Дунаєць,Глухівського району Чернігівської області (з 1939 року — Сумської області, з 2020 року — в складі Глухівської міської ради Шосткинського району) — пом. 19 грудня 2018, м. Рівне, Україна) — український літературознавець і театрознавець, дослідник-енциклопедист, професор (1995).

## Біографія
Петро Лобас народився 1937 року в с. Дунаєць на Глухівщині. Навчався в Дунаєцькій семирічці та Глухівській середній школі № 1. 1960 року закінчив історико-філологічний факультет Полтавського педагогічного інституту (нині — Полтавський національний педагогічний університет імені Володимира Короленка). Працював учителем, а в 1964—1967 роках був науковим співробітником Полтавського літературного музею імені Івана Котляревського. З 1967 року — старший викладач Рівненського інституту культури, з 1979 року — завідувач кафедри літератури та іноземних мов, декан бібліотечного факультету. А з 1981 року — старший науковий співробітник та з 1983 року знову завідувач кафедри, а з 1992 доцент та з 1995 року — професор кафедри українознавства Рівненського державного гуманітарного інституту. Видав близько 100 наукових робіт.
Помер у грудні 2018 року в м. Рівне на 82-му році життя.

## Праці
- Роль Василя Гоголя у формуванні М. В. Гоголя як письменника (1959)
- Від «Наталки Полтавки» до «Назара Стодолі» (1969)
- Драматичні твори І. П. Котляревського та їх переробки (1969)
- Г. Квітка-Основ'яненко та українська драматургія XIX століття (1978)
- Українська драматична спадщина 19 — початку 20 століття (1991)
- Відображення Берестейської битви в українській драматургії (1991)